# Stanislav Zámečník
Stanislav Zámečník (12. listopadu 1922, Nivnice – 21. června 2011, Praha) byl český historik, vězeň nacistických koncentračních táborů.
Byl nacisty zatčen jako sedmnáctiletý, roku 1941 byl odeslán do koncentračního tábora Dachau. Zde pracoval na ošetřovně. Po čtyřech letech vězení zažil osvobození tábora a vrátil se do vlasti.
Po osvobození vystudoval historii na pražské Karlově univerzitě. Od roku 1960 pracoval ve Vojenském historickém ústavu a zkoumal historii českého protifašistického odboje a historii koncentračního tábora v Dachau. Během normalizace nesměl odborně pracovat. Posmrtně byl vyznamenán Cenou města Dachau za občanskou odvahu (německy Dachau-Preis für Zivilcourage).

## Dílo
- Český odboj a národní povstání v květnu 1945, Naše vojsko, Praha 2006, ISBN 80-206-0812-5.
- To bylo Dachau, Paseka, Praha 2003, ISBN 80-7185-536-7, Traduit en français par Sylvie Graffard : C’était ça, Dachau : 1933-1945, Fondation internationale de Dachau : Cherche midi, Paris 2013. ISBN 978-2-7491-3080-4.
- Za hranicí lidskosti : lékařské experimenty a otrocká práce v nacistických koncentračních táborech, Paseka, Praha/Litomyšl 2010, ISBN 978-80-7432-034-7.
- Scénář filmu Drama 1945 z roku 1970